# Renea kobelti
Renea kobelti is een slakkensoort uit de familie van de Aciculidae. De wetenschappelijke naam van de soort is voor het eerst geldig gepubliceerd in 1910 door A.J. Wagner.